# Бискупице (Домбровский повет)
Бискупи́це (пол. Biskupice) — село в Польше, находящееся в гмине Грембошув Домбровского повета Малопольского воеводства.

## География
Село располагается в 18 км от города Домброва-Тарновска и 63 км от города Кракова.

## История
С 1975 по 1998 года село входило в Тарнувское воеводство.